# Ömerli (Halfeti)
Ömerli (kurdisch Amara) ist ein Dorf im Landkreis Halfeti der türkischen Provinz Şanlıurfa. Ömerli liegt in Südostanatolien, ca. 19 km nordöstlich von Halfeti. Der Ort Amara wurde Mitte des 9. Jahrhunderts von den Paulikianern gegründet, die unter ihrem Führer Karbeas die Herrschaft im Osten des Byzantinischen Reiches übernommen hatten.
Das Dorf, aus dem die Familie von Abdullah Öcalan stammt Ömerli (kurdisch: Amara), weist eine gemischte ethnische Struktur auf. Es handelt sich dabei teilweise um ein türkmenisches und teilweise um ein kurdisches Dorf. Diese Durchmischung ist auf Einheiratungen mit Bewohnern benachbarter oder nahegelegener Dörfer wie Ortayol (kurdisch: Arah), Savaşan (kurdisch: bilesor) und Gözeli (kurdisch: ayni) zurückzuführen. Die türkmenische Bevölkerung gehört dabei der Avşar Stammesgruppe an, einer spezifischen türkmenischen Linie. Abdullah Öcalan selbst hatte ebenfalls teilweise türkmenische Wurzeln.
1985 lebten 655 Menschen in Ömerli. 2009 hatte die Ortschaft 582 Einwohner.
Ömerli ist der Geburtsort von Abdullah Öcalan. Regelmäßig kommt es zu Demonstrationen von Anhängern der PKK aus Anlass seines Geburtstages.

## Persönlichkeiten
- Abdullah Öcalan (* 1949), Gründer der Arbeiterpartei Kurdistans
- Osman Öcalan (1958–2021), ehemaliger Führungskader der PKK